# Phan Thị Kim Phúc
Phan Thị Kim Phúc, também conhecida como Kim Phúc (Trảng Bàng, Vietnã, 2 de abril de 1963) é uma embaixadora da Boa Vontade da UNESCO.
Entretanto, é conhecida como a menina que apareceu numa foto da Guerra do Vietnã. Ela possuía cerca de nove anos na época da imagem, em que fugia de sua aldeia, que estava sob bombardeio de napalm. Até hoje esta imagem, tirada em 8 de junho de 1972, é lembrada como uma das mais terríveis da Guerra do Vietnã. A fotografia foi tirada por Huynh Cong Ut da agência Associated Press e recebeu o World Press Photo de 1972 e o Pulitzer de Reportagem Fotográfica de 1973.
Atualmente, Kim Phúc reside no Canadá e possui dois filhos.

## Seu relato à BBC
Kim contou à BBC sua experiência:
| Phan Thị Kim Phúc | "Em 1972, os americanos lançaram uma bomba de napalm em meu povoado, no sul do Vietnã. Um fotógrafo, Nick Ut, tirou uma foto minha fugindo do fogo, a foto que hoje é tão famosa. Eu me lembro que tinha 9 anos, era apenas uma menina. Naquela noite, nós do povoado havíamos ouvido que os vietcongues estavam vindo e que eles queriam usar a vila como base. Então, quando já era dia, eles vieram e iniciaram os combates no povoado. Nós estávamos muito assustados. Eu me lembro que minha família decidiu procurar abrigo em um templo, porque nós acreditávamos que lá era um lugar sagrado. Nós acreditávamos que, se nos escondêssemos lá, estaríamos a salvo. Eu não cheguei a ver a explosão da bomba de napalm; só me lembro que, de repente, eu vi o fogo me cercando. De repente, minhas roupas todas pegaram fogo, e eu sentia as chamas queimando meu corpo, especialmente meu braço. Naquele momento, passou pela minha cabeça que eu ficaria feia por causa das queimaduras, que eu não ia mais ser uma criança como as outras. Eu estava apavorada, porque de repente não vi mais ninguém perto de mim, só fogo e fumaça. Eu estava chorando e, milagrosamente, ao correr meus pés não ficaram queimados. Só sei que eu comecei a correr, correr e correr. Meus pais não conseguiriam escapar do fogo, então eles decidiram voltar para o templo e continuar abrigados por lá. Minha tia e dois de meus primos morreram. Um deles tinha 3 anos e o outro só 9 meses, eram dois bebês. Então, eu atravessei o fogo." | Phan Thị Kim Phúc |
| — Kim Phuc        | |                   |